# USS Vella Gulf (CVE-111)
USS Vella Gulf (CVE-111) là một tàu sân bay hộ tống lớp Commencement Bay được Hải quân Hoa Kỳ chế tạo trong Chiến tranh Thế giới thứ hai. Nó là chiếc tàu chiến đầu tiên của Hải quân Mỹ được đặt cái tên này, theo tên vịnh Vella tại quần đảo Solomon, nơi diễn ra trận hải chiến vịnh Vella năm 1943. Hoàn tất khi Thế Chiến II ở vào giai đoạn kết thúc, con tàu chỉ hoạt động được một ít lâu rồi ngừng hoạt động vào năm 1946. Đang khi bỏ không trong thành phần dự bị, nó được xếp lại lớp như một tàu sân bay trực thăng CVHE-111 vào năm 1955, rồi như một tàu vận chuyển máy bay T-AKV-11 vào năm 1959, nhưng không bao giờ tái ngũ, và cuối cùng bị bán để tháo dỡ vào năm 1971. Vella Gulf được tặng thưởng một Ngôi sao Chiến trận do thành tích phục vụ trong Thế Chiến II.

## Thiết kế và chế tạo
Vella Gulf, với tên ban đầu là Totem Bay, được đặt lườn tại xưởng tàu của hãng Todd Pacific Shipyards ở Tacoma, Washington vào ngày 7 tháng 2 năm 1944. Nó được đổi tên thành Vella Gulf vào ngày 26 tháng 4 năm 1944  trước khi được hạ thủy vào ngày 19 tháng 10 năm 1944; được đỡ đầu bởi bà Donald F. Smith, và nhập biên chế vào ngày 9 tháng 4 năm 1945 dưới quyền chỉ huy của Hạm trưởng, Đại tá Hải quân Robert W. Morse.

## Lịch sử hoạt động
Sau những hoạt động tại chỗ trong khu vực Puget Sound, Vella Gulf lên đường đi San Diego và đến nơi vào ngày 4 tháng 5, 1945, nơi nó đón lên tàu nhóm đầu tiên của liên đội không lực Thủy quân Lục chiến được phối thuộc. Nó tiến hành chạy thử máy huấn luyện dọc theo bờ biển phía Nam California, rồi đón lên tàu phần còn lại của liên đội không lực. Sau khi hoàn tất việc sửa chữa sau chạy thử máy, nó lên đường rời vùng bờ Tây vào ngày 17 tháng 6 để hướng sang khu vực quần đảo Hawaii, đi đến Trân Châu Cảng vào ngày 25 tháng 6, nơi nó thực hành huấn luyện trong 11 ngày tiếp theo.
Vella Gulf rời Trân Châu Cảng vào ngày 9 tháng 7, ghé qua Eniwetok thuộc quần đảo Marshall vào ngày 16 tháng 7 để tiếp nhiên liệu trước khi tiếp tục hành trình, đi đến Guam bốn ngày sau đó. Chiếc tàu sân bay lại lên đường vào ngày 23 tháng 7 để hướng đến quần đảo Mariana, nơi nó thực hiện không kích xuống các đảo Rota và Pagan. Sang ngày hôm sau, nó tung ra 24 phi vụ nhắm vào đảo Pagan do những máy bay tiêm kích F4U Corsair, máy bay trinh sát hình ảnh F6F Hellcat và máy bay ném bom-ngư lôi TBM Avenger thực hiện. Ba ngày sau đó, nó lại tung ra 21 phi vụ nhắm vào đảo Rota, được thực hiện bởi 12 chiếc Corsair, 8 chiếc Avenger và một chiếc Hellcat. Hỏa lực phòng không hạng nhẹ của phía Nhật Bản đã không bắn trúng những chiếc máy bay; tuy nhiên hai chiếc máy bay đã tiến hành ném bom ở độ cao thấp đến mức mảnh của quả bom của chính họ gây hư hại nhẹ đuôi máy bay.
Một ngày sau đợt không kích xuống Rota, Vella Gulf đưa những máy bay của nó đến Saipan rồi quay trở lại Apra Harbor, Guam vào ngày 2 tháng 8, nơi nó nghỉ ngơi, tiếp liệu và bảo trì trong ba ngày trước khi lên đường hướng đến Okinawa vào ngày 5 tháng 8. Chiếc tàu sân bay thả neo tại vịnh Buckner bốn ngày sau đó, rồi lên đường quay trở lại Guam, đến nơi vào đúng ngày 15 tháng 8 khi có tin tức chính thức về việc Nhật Bản chấp nhận đầu hàng kết thúc cuộc chiến tranh.
Vella Gulf tham gia những hoạt động chiếm đóng ban đầu tại các đảo chính quốc Nhật Bản, cung cấp lương thực và nhiên liệu cho các đơn vị hạm đội khác ngoài khơi bờ biển, và đến cuối tháng 8 đã luân phiên cùng tàu sân bay hộ tống chị em Gilbert Islands (CVE-107) trong vai trò bảo vệ trên không cho một đội tiếp liệu. Sau đó nó lên đường hướng đến vịnh Tokyo, đến nơi vào ngày 10 tháng 9.
Rời vùng biển Nhật Bản vào ngày 21 tháng 9, Vella Gulf đón lên tàu 650 hành khách tại Okinawa để vận chuyển trở về vùng bờ Tây Hoa Kỳ. Sau một chặng dừng ngắn tại Trân Châu Cảng, nó về đến San Francisco, California vào ngày 14 tháng 10, rồi sau đó hoạt động tại khu vực Puget Sound  như một tàu huấn luyện cho thủy thủ đoàn những tàu sân bay hộ tống. Nó làm nhiệm vụ này cho đến cuối tháng 3, 1946, khi nó lên đường hướng đến bờ biển phía Nam California, đi đến San Diego vào ngày 27 tháng 3, nhưng chỉ ở lại đây một thời gian ngắn trước khi ghé qua Port Angeles trên đường quay trở lại Tacoma, nơi nó chuẩn bị ngừng hoạt động từ ngày 31 tháng 3. Chuyển đến Seattle vào ngày 7 tháng 4, con tàu được cho xuất biên chế vào ngày 9 tháng 8, 1946.
Được đưa về Hạm đội Dự bị Thái Bình Dương tại Tacoma, Vella Gulf bị bỏ không trong nhiều năm tiếp theo. Đang khi trong thành phần dự bị, con tàu được xếp lại lớp như một tàu chở máy bay trực thăng với ký hiệu lườn CVHE-111 vào ngày 12 tháng 6, 1955; rồi sau đó được điều sang thuộc Dịch vụ Hải vận Quân sự và xếp lại lớp như một tàu vận chuyển máy bay T-AKV-11 vào ngày 7 tháng 5, 1959. Tuy nhiên con tàu không bao giờ hoạt động trở lại; tên nó được cho rút khỏi danh sách Đăng bạ Hải quân vào ngày 1 tháng 6, 1960, nhưng lại được đăng ký trở lại vào ngày 1 tháng 11 cùng năm đó; rồi rút tên lần cuối cùng vào ngày 1 tháng 12, 1970. Nó được bán cho hãng American Ship Dismantlers, Inc. tại Portland, Oregon vào ngày 22 tháng 10, 1971 để tháo dỡ.

## Phần thưởng
Vella Gulf được trao tặng một Ngôi sao Chiến đấu do thành tích phục vụ trong Thế Chiến II.